# Lee Tamahori
Lee Tamahori (ur. 17 czerwca 1950 w Wellington) – nowozelandzki reżyser. Wyreżyserował film o Jamesie Bondzie Śmierć nadejdzie jutro.

## Życiorys
Jego ojciec był Maorysem, matka Brytyjką. Karierę rozpoczynał w rodzinnej Nowej Zelandii jako artysta komercyjny i fotograf. Następnie reżyserował przez dziesięć lat filmy reklamowe dla telewizji, zdobywając wiele międzynarodowych nagród. Nakręcił również kilka seriali telewizyjnych. Światowe uznanie zdobył swym fabularnym debiutem reżyserskim – był to dramat nowozelandzki „Once We Were Warriors”. Wkrótce przeniósł się do Stanów Zjednoczonych. Pierwszym nakręconym tam filmem był „Mulholland Falls” z Nickiem Nolte, Melanie Griffith, Chazzem Palminteri i Johnem Malkovichem. Reżyserował również kilka epizodów serialu Rodzina Soprano.

## Filmografia

### Filmy
- 1989: Thunderbox (krótkometrażowy)
- 1994: Tylko instynkt (Once Were Warriors)
- 1996: Nieugięci (Mulholland Falls)
- 1997: Lekcja przetrwania (The Edge)
- 2001: W sieci pająka (Along Came a Spider)
- 2002: Śmierć nadejdzie jutro (Die Another Day)
- 2005: xXx 2: Następny poziom (XXX: State of the Union)
- 2007: Next
- 2011: Sobowtór diabła (The Devil's Double)
- 2016: Patriarcha (Mahana)
- 2023: Próba wiary (The Convert)

### Seriale
- 1990: The Ray Bradbury Theater (3 epizody)
- 2000: Rodzina Soprano (The Sopranos) (1 epizod)
- 2020: Billions (1 epizod)

### Aktor
- 1999: Ja i Will (Me and Will) jako pracownik obsługi

### We własnej osobie
- 1983: Making Utu
- 1995: At Sundance
- 1997: The Edge: Featurette
- 1997: The Edge: Soundbites
- 2001: The Making of 'Along Came a Spider'
- 2002: Die Another Day: From Script to Screen
- 2002: Shaken and Stirred on Ice
- 2002: MTV Movie Special: Die Another Day
- 2002: Happy Anniversary Mr. Bond
- 2002: Just Another Day
- 2002: The Bond Essentials
- 2003: Inside 'Die Another Day'
- 2004: Tell Them Who You Are
- 2005: The Tem Show
- 2006: Location Scouting with Peter Lamont: Die Another Day
- 2006: The British Touch: Bond Arrives in London
- 2007: Biography
- 2011: Double Down with Dominic Cooper
- 2011: True Crime Family
- 2018: Directing The Warriors
- 2024: Overdue Rentals